# Calculator ternar
Un calculator ternar este un calculator care folosește, pentru calculele sale, sistemul ternar cu trei valori posibile (0, 1 și 2) în loc de logica binară obișnuită cu două valori posibile (0 și 1).  Cifrele 0, 1 și 2 ale acestui sistem se numesc triți (trit: acronim al cuvintelor engleze ternary digit. Un trit este echivalentul ternar al unui bit.
(1trit ≈ 1,58 bit). Un tryte (echivalentul ternar al byte-ului) are 6 triți.

## Istoric

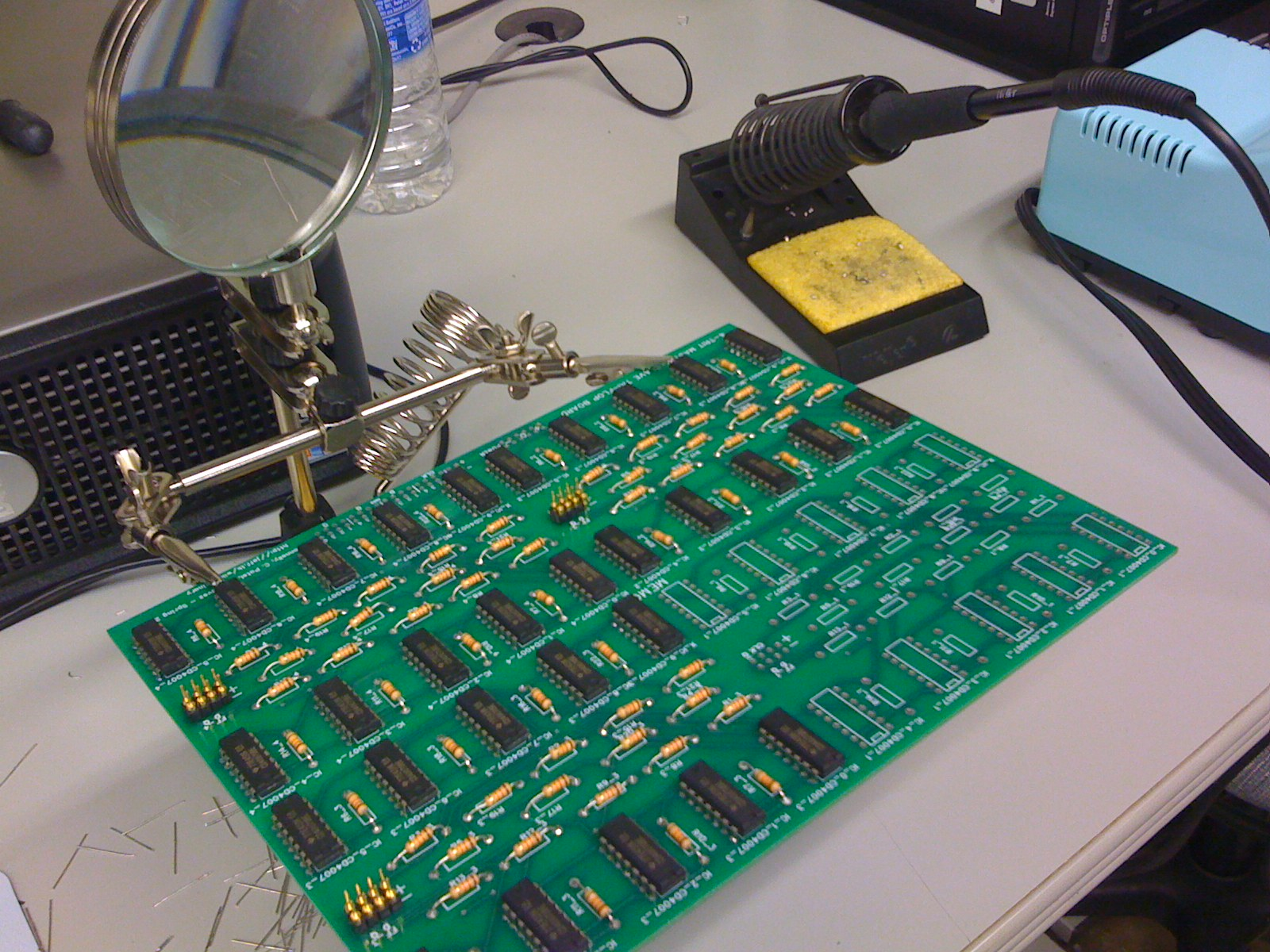
TCA2

În 1840, inventatorul Thomas Fowler a proiectat o mașină de calcul, realizată în întregime din lemn, care se baza pe un sistem ternar (multiplicator cu un registru de rezultate de 55 trit). 
Primul computer ternar electronic a fost Setun, proiectat în 1958 în Uniunea Sovietică de Nikolai Broussentsov la Centrul de Calculatoare al Universității de Stat din Moscova. Din 1962 până în 1964, Uzina de mașini matematice din Kazan a produs 46 de calculatoare Setun. În 1970, apare Setun-70, o versiune îmbunătățită. 
În S.U.A. a fost dezvoltat în 1973 un emulator ternar experimental numit Ternac.
La Universitatea de Stat Politehnică din San Luis Obispo, California, este construit în 2008 sistemul de calcul digital ternar TCA2, (v2.0), într-un sistem cu trei niveluri (3-Level Level Coded Ternary, 3L LCT) de porți logice ternare pe 1484 tranzistori integrali. 
În 2009, a fost propus un calculator cuantic ternar, care folosește qutrits mai degrabă decât qubits.